# シロでもクロでもない世界で、パンダは笑う。
『シロでもクロでもない世界で、パンダは笑う。』（シロでもクロでもないせかいで、パンダはわらう。）は、日本テレビ系の「日曜ドラマ」で2020年1月12日から同年3月15日まで放送された日本のテレビドラマである。主演は清野菜名と横浜流星のW主演。略称は『シロクロ』、または『シロクロパンダ』。新聞番組表では、スペース（フルサイズ1行10文字）の関係もあり『シロでもクロでもない世界でパンダ笑う』とクレジットされている。
なお、本作は読売テレビ制作では最初の作品となる。最終回終了後Huluにて後日談『シロでもクロでもない世界で、それでもパンダは笑わない。』（シロでもクロでもないせかいで、それでもパンダはわらわない。）が配信（全2話）された。
2020年7月22日にBlu-rayとDVD-BOXリリース。

## あらすじ
驚異的な身体能力を持つ女・ミスパンダと彼女を操る男・飼育員さんが、 「Mr.ノーコンプライアンス」からの依頼を受け、警察やマスコミが触れない事件の真相を大胆に暴く。

## キャスト

### 主要人物
川田レン（かわた れん） / 川田リコ（かわた りこ） / ミスパンダ〈23〉
演 - 清野菜名（幼少期：宝辺花帆美、レン少女期：紅里、リコ少女期：樹里）
本作の主人公。
囲碁棋士。1996年9月24日生まれ。かつては天才美人棋士と呼ばれたが、ある事件を機にネガティブな性格になり、成績が伸び悩んでいる。囲碁喫茶・GOBANでアルバイトをしている。宮澤沙奈恵とは中学時代の同級生。
裏では、白髪ウィッグに黒いアイマスクを着用して「ミスパンダ」と名乗り、思いも寄らない行動力と誰もが驚愕する身体能力で「クロ」と認定された者を断罪する。「ミスパンダ」として行動する時は、ネガティブな「川田レン」とは対照的にテンションが高く、笑みを浮かべることが多い。ミスパンダへの変身は直輝がパンケーキにシロップを渦巻き状にかける行為を見せることによって発動するが、ミルクやガソリンなど他の液体でも可能。
幼い頃は、母・麻衣子や双子の姉・リコと3人で暮らしていたが、10年前に放火事件に巻き込まれた際にリコが亡くなり、レンは「自分が生き延びた代わりにリコが死んでしまった」と罪悪感を抱いている。レンはこの事件でPTSD（心的外傷後ストレス障害）を患い、ライターの火や消防車のサイレンに過敏に反応してしまうようになる。また、親から檻（室内で飼う動物用の柵のようなもの）に閉じ込められたという虐待経験があり、それもまたPTSDの一つで檻に閉じ込められたような状態（目の前に柵がある）になると軽いパニックを起こし、｢お母さん、ここから出してよ｣と泣き出しそうな状態になる。
実は、10年前の放火事件で亡くなったのは双子の妹・レンであり、姉のリコは火傷を負いながらも生き残った。しかし、母・麻衣子から再び虐待されることを恐れ「私が『レン』になればママに好きでいて貰える」と考えたリコは、事件前から交流のあった門田に事実を告げた上で「私を『川田レン』にしてほしい」と頼み、彼の催眠療法を受けて『川田レン』として生きることとなった。
それから10年間、生活に支障は無かったが、直輝と関わるようになってから前述の「虐待」や放火事件の記憶に再び悩まされる。リコは直輝に好意を抱いており、第4話で門田から「直輝は君を利用しているだけで、好意は持っていない」と告げられても、「私が（直輝の）役に立っているのなら構わない」「（直輝に）好きになって貰えるよう頑張る」と答えている。
森島直輝（もりしま なおき）〈23〉
演 - 横浜流星（幼少期：山田暖絆）
本作のもう一人の主人公。
精神医学を学んでいる東京誠立大学生。テレビ番組では「メンタリストN」と名乗って出演している。
裏では「Mr.ノーコンプライアンス」の指示により、「ミスパンダ」ことレンを操る「飼育員さん」として、世の中に蔓延る“グレーゾーン”を取り締まる行動を行っている。
8年前に失踪した父・哲也が遺体で発見されたことを受けて、真相を突き止めて復讐するという野望を持つ。
当初は「ミスパンダ」ことレン（リコ）のことを「復讐のための道具」としか考えていなかったが、彼女が本来の人格に戻ったことや、自身が巻き込まれた放火事件の真相を知ったレン（リコ）が苦悩する姿を目の当たりにしたことで「大切な存在」として意識するようになる。
リコや哲也（が生前に残していたメッセージ動画）から復讐を止めるよう告げられていたが、8年前の「コアラ男誘拐事件」と哲也が殺された事件が、あずさが自分勝手な理由で家族を巻き込んで起こしたものであることを知った直輝は、怒りと憎しみを抑えきれずに彼女を殺そうとするも、咄嗟に庇ったリコを刺してしまう。
門田明宏（かどた あきひろ）〈45〉
演 - 山崎樹範
大学病院に勤務する精神科医。直輝が所属するゼミの教官でもある。
レンが遭遇した10年前の事件をきっかけに、レンの治療を行っている。
10年前の放火事件の後、生き残ったリコから「記憶と人格を変えてほしい」と頼まれ、彼女が『川田レン』として生きる切っ掛けを作った。第4話で直輝に真相を告げた際、リコの「異変」の原因が直輝にあると察知し、リコに「直輝とは関わるな」と釘を差そうとしたりするなど不穏な動きを見せている。
レンの記憶を変えた理由について、表向きには「レンの望みを叶えるため」と語っていたが、実際は「記憶の書き換え」についての論文を完成させるために彼女を利用していただけに過ぎなかった。第5話のラストにて、双子を入れ替えていたことを加賀春夫から聞かされた川田麻衣子により自宅の書斎で殺害され、論文の作成に使っていたパソコンは破壊されていた。
東山楓（ひがしやま かえで）〈15〉
演 - 吉田美月喜
天才美少女囲碁少女（自称）。私立魁姫中学校の生徒。
「ミスパンダ」の存在に憧れを抱いている。レンを一方的にライバル視しており、彼女と顔を合わせる度に勝負を挑もうとするが拒否されている。
小園武史（こぞの たけし）〈23〉
演 - 中田圭祐
直輝のゼミ仲間。
前川雪乃（まえかわ ゆきの）〈23〉
演 - 祷キララ
直輝のゼミ仲間。
お調子者の小園を嫌っている。
川田麻衣子（かわた まいこ）〈40〉
演 - 山口紗弥加
レンの母親。レンのことを溺愛している。
レンとともに遭遇した10年前の放火事件により、現在も療養施設で治療を受けている。
以前は双子の姉妹であるリコとレンの3人で暮らしていたが、レンに対しては優しく振る舞う一方で、彼女の双子の姉・リコには「檻に閉じ込めて放置する」「十分な食事を与えない」等の虐待を繰り返していた。
自身が双子を妊娠していることを知った麻衣子は、当初「幸せも二人分になる」と期待していたが一人で二人を育てなければならない厳しさに耐えきれず精神を病み、双子のうちの一方だけを育てようと考えるようになる。その意図が姉のリコと妹のレンに対する差別的な接し方として現れ、終いにはリコを抹殺しようと企み、10年前に訪れたキャンプ場でリコだけが一人で間借りしていた部屋に放火したが、後にその部屋にリコだけでなくレンも居たことに気付く。麻衣子は救出された女の子をレンと決めつけ、リコが亡くなった（と思い込んでいる）ことについては悲しんだりしないどころか「リコが死んでくれて良かった」と呟いていた。
やがて「GOBAN」の店主の春男から、自分がレンだと思い込んでいたのが門田に催眠をかけられ記憶を変えられたリコである事を告げられた麻衣子は、その真偽を確かめるために門田の家を訪ねる。そして門田が自分の研究の「実験台」としてレン（の記憶を持ったリコ）を利用していたことを知り、「リコの人格を消して欲しい」と頼むが拒否され、怒り狂った麻衣子は隠し持っていたナイフで門田を殺害し、彼の研究データが記録されていたパソコンを破壊した。
「パンダチャンネル」で放送された映像で、門田の研究室にあるパソコンにデータが残っていることを知り、そのパソコンを破壊しようと忍び込むが、それは直輝が仕掛けた罠だった。そこでミスパンダの正体がリコであることと、10年前の放火にリコだけでなくレンが巻き込まれた理由を知るが、麻衣子は放火事件そのものがリコを殺すために自ら仕組んだことを暴露しつつも、リコを殺そうとしていたことを謝りもせずに「催眠術でレンの人格を呼び戻して、リコの人格を消して欲しい」と直輝に頼むが、リコが「母親を悲しませたくない」一心でレンのフリをしていたことを直輝に指摘され、門田を殺害した件で警察に自首した。
佐島源造（さじま げんぞう） / Mr.ノーコンプライアンス〈50〉
演 - 佐藤二朗
法務大臣。
裏では、直輝の能力を評価して、世に蔓延る“グレーゾーン”を取り締まるように指示を出す謎の人物。
8年前、娘のあずさがコアラ男に誘拐された事件では、マスコミを通して犯人に土下座しながら早期釈放を呼び掛ける。その後、あずさが解放されたことに安堵するが、ミスターパンダ（哲也）から「誘拐」されていた筈のあずさが一郎と笑顔で食事している写真を見せられ激しく動揺する。すぐさま一郎とあずさを問い詰めて二人が独断で起こした「自作自演の誘拐事件」であることを知った源造は、誘拐事件に自分が関わっていないことを哲也に打ち明けた上で謝罪会見を開くことを約束するが、その矢先に、あずさから「口封じ」を頼まれた一郎によって哲也が射殺される。源造は直ぐに救急車を呼ぼうとするも、二人の子供の罪を隠すために断念し、彼の遺体を山中に埋める。そして哲也が「コアラ男誘拐事件」について纏めていた資料の写真を入れ換えて、あたかも自分が部下に命じて起こした自作自演の誘拐事件であるかのように偽装した。
やがて「あずさの婚約者」として直輝が現れた際、彼の名前が、哲也が死ぬ間際に呟いていた名前と同じであることと、直輝の目的が「父親を殺した犯人への復讐」であることに気付いた源造は、「8年前の事件の『裁き』を受けるときが来た」と悟りながらも、哲也をコアラ男に仕立て上げるために「偽物の哲也の遺書」のコピーを神代に渡すなどをして一郎たちを庇い続け、直輝に「父を殺した仇」として詰め寄られた時も、8年前の事件の真相を隠し通す為に「私を殺してくれ！」と直輝に懇願し、その直後に薬物を飲んで意識不明の重体に陥る（この時、源造は直輝と対面する前に「『コアラ男誘拐事件』は、自分が部下と共謀して起こした事件である」と公表する内容の動画をマスコミにリークしていた）。
病院に搬送された後も、源造は一郎たちの罪を隠蔽するために飛び降り自殺を図ろうとするが、神代の説得で思い止まり、「コアラ男誘拐事件」の真実を打ち明けた。
森島哲也（もりしま てつや）〈享年38〉
演 - 田中圭（友情出演）
直輝の父。妻とは1996年に死別。
様々な事件を解決してきた敏腕刑事だったが、8年前、ある事件を追っている最中に失踪し、白骨化遺体として発見された。
失踪する前に、直輝に渡したパンダの縫いぐるみの右目にはUSBメモリが隠されており、8年前の「コアラ男誘拐事件」に関する動画が記録されていた。哲也は刑事としての仕事とは別に、パンダの覆面を被り「ミスターパンダ」として政治家などが絡んだ事件を独自に調査していた。
8年前の「コアラ男誘拐事件」では、あずさが監禁されていた場所の近くの住民が撮った写真から「狂言誘拐」であることを突き止め、あずさの父・源造を問い詰める。やがて、誘拐事件が佐島兄妹が独断で行った自作自演であることを知った源造から「会見を開いて事実を公表する」という言葉を信じて素顔を明かすが、その直後にあずさから「口封じ」を頼まれた一郎に撃たれて致命傷を負い、絶命する直前に、誘拐事件に関する動画が記録されたUSBを隠したパンダのぬいぐるみの右目のボタンを飲み込んだ。その後、兄妹の罪を隠蔽しようとした源造によって遺体を山中に埋められた。
事件を捜査する中で「自分は命を落としてしまうかも知れない」と悟った哲也は、「もし自分が殺されるような事があっても、絶対に復讐してはいけない」という直輝へのメッセージ動画をUSBに残していた。
佐島一郎（さじま いちろう）〈30〉
演 - きづき
法務大臣秘書官。源造の長男。あずさの兄。
父親である源造に、後継者としては1000年早いとチェーンストーリーで言われている。妹のあずさからは「頼み事を何でも聞いてくれる人」と認識されている。
8年前、あずさから「父を驚かせるために、自分を誘拐して欲しい」と頼まれ断ろうとするが、苛立ちを募らせるあずさの不機嫌な表情を見かねて渋々受け入れ、コアラの覆面を被った「コアラ男」に変装し、ボイスチェンジャーで声を変えて「（あずさの）身代金として一億円を要求する」動画を父・源造に送りつける。しかし、その動画を源造がマスコミにリークしたことで大騒動に発展してしまったことに動揺し、あずさを「解放する」形で事態の収束を図る。その後、源造から自分とあずさが映っている写真を見せられたことで誘拐事件が自作自演であることを認めるが、事実が公表されることを恐れたあずさから「口封じ」を頼まれ、写真を源造に渡していた哲也を銃撃した。
直輝とレンが会っているところを盗撮してあずさのスマートフォンに送ったり、第9話でレンを誘拐して脅迫動画を直輝に送った「コアラ男」の正体も一郎であり、レンの抹殺が失敗した後、直輝に「お前の父親を殺したのは俺だ！」と言い放ち、レンと直輝の目の前で拳銃自殺した。
山野辺龍彦（やまのべ たつひこ）
演 - 高橋ジョージ
捜査一課長。三津谷と坂下の上司。

### 全日テレビ
神代一樹（かみしろ かずき）〈36〉
演 - 要潤
全日テレビに出入りしているフリーの敏腕ディレクター。「真相を突き止めること」よりも「視聴者の興味を惹く映像を作ること」を重視する。ミスパンダが関わる事件を追う中で、ミスパンダを操る「飼育員さん」が直輝であることを突き止めて問い詰めた際、彼から「8年前の『コアラ男誘拐事件』の真相を突き止めてくれたら、ミスパンダの正体を教える」と取引を持ちかけられ、その要求を受け入れる。
佐島あずさ（さじま あずさ）〈23〉
演 - 白石聖
佐島源造の娘。森島直輝の恋人。全日テレビ記者。私立魁姫中学校出身。
8年前、中学時代に、コアラの仮面を被った男（コアラ男）に誘拐された。
ある人物からレンと直輝が映っている写真を送られたことで激しく動揺し、その真偽を確かめるべく「GOBAN」で働くレンの元を訪ねる。そこで「取材」と称して直輝との関係を問い詰め、自身が直輝の婚約者であることを明かした上で「婚約者がいる男性と付き合うのはどんな気分？」と詰め寄るが、「ごめんなさい」と繰り返すレンに苛立ち、名刺を残して去っていった。
飯田兼一（いいだ けんいち）
演 - 福田転球
田中三太（たなか さんた）
演 - 永山たかし
伊藤健人（いとう けんと）
演 - 坂東龍汰

### 囲碁喫茶「GOBAN」
加賀佳恵（かが よしえ）
演 - 椿鬼奴
店のママ。「女の勘がよく当たる」らしい。
加賀春男（かが はるお）
演 - 升毅
店長。療養中の麻衣子に代わり、レンの親代わりをしている。レンが10年前の放火事件の記憶に悩まされるようになったことを心配している。
菊池勘平（きくち　かんぺい）
演 - 水澤紳吾
常連客。
中島きよし（なかじま きよし）
演 - 松浦祐也
常連客。
小林孝雄（こばやし たかお）
演 - スチール哲平
常連客。
並木しげる（なみき しげる）
演 - 浅見小四郎
常連客。

### ゲスト

#### 第1話
江本達郎（えもと たつろう）
演 - 和田正人
IT会社｢Anterifield｣社長。
横山愛菜（よこやま あいな）〈享年27〉
演 - 安田マユミ（整形前）→山口真帆（整形後）
飛び降りて死亡した社員。
山崎麗美（やまざき れいみ）
演 - 仁村紗和
社長秘書。
花咲義弘（はなさき よしひろ）
演 - 遠山俊也
花咲形成外科クリニックの院長。
上坂真司（かみさか しんじ）
演 - 川﨑麻世
衆議院議員。
セクハラ等の不祥事を起こす。

#### 第2話
岸本大樹（きしもと だいき）
演 - 阿南健治
東京誠立大学の学長。
息子の不正入試を疑われていた。
岸本俊一（きしもと しゅんいち）
演 - 中尾暢樹
岸本学長の息子。
池渕淳二（いけぶち じゅんじ）
演 - モロ師岡
東京誠立大学副学長。
柳本育郎（やなぎもと いくろう）
演 - 渡辺裕之
元文部科学省事務次官。
児島（こじま）
演 - 兒玉宣勝（第8話）
直輝に父が自殺として処理されたことを知らせた刑事。

#### 第3話
宮澤沙奈恵（みやざわ さなえ）
演 - 秋元才加
スピードクライミングの日本代表選手。
練習中に負った怪我のために世界選手権辞退を余儀なくされる。
レンとは中学時代の同級生。レン(のフリをしたリコ)に違和感があったのか｢そんなキャラだっけ？｣と聞いていた。
鹿野博史（しかの ひろし）
演 - 三浦貴大
スピードクライミングの日本代表コーチ。
北里亜香里（きたざと あかり）〈23〉
演 - 竹内愛紗
スピードクライミングの日本代表選手。宮澤のライバルとされている。
磯貝誠（いそがい まこと）
演 - 六平直政
沙奈恵のコーチ。以前から指導が厳しいとのことでパワハラ疑惑が報じられていた。
沙奈恵が怪我をする前にコーチを解任されており、記者会見でパニックを起こした沙奈恵の発言で一層立場が危うくなったが、真犯人が見つかったことで、再度、沙奈恵のコーチになった。
ミルコビッチ
演 - フィフィ
コリーナのコーチ。
コリーナ
演 - ポーラ・B　（パウラ・ベルヴァンゲル）

#### 第4話
小島春香（こじま はるか）
演 - 谷村美月
スクールカウンセラー。
宮本翔太（みやもと しょうた）
演 - 杉田雷麟
楓と同じ私立魁姫中学校の生徒。涼介からいじめを受けたと主張し、校内に立て篭もる。
風見涼介（かざみ りょうすけ）
演 - 小林喜日
翔太の同級生。翔太をいじめていないと主張。

#### 第5話・第6話
浜口公則（はまぐち きみのり）
演 - 谷田部俊
死刑囚。ボンドモール東京爆破事件を起こしたとされている。護送中に偽ミスパンダと偽飼育員さんに誘拐された後に殺害される。
中延陽一（なかのべ よういち）
演 - 結木滉星
被害者遺族。偽飼育員さんの容疑者として逮捕される。
中延陽子（なかのべ ようこ）
演 - 三倉茉奈
被害者遺族。偽ミスパンダの容疑者として逮捕される。
三津谷彰義（みつや あきよし）
演 - 高橋努
警視庁捜査一課刑事。山野辺の指示で偽飼育員さんを演じる。
坂下弥生（さかした やよい）
演 - 江口のりこ
警視庁捜査一課刑事。三津谷とは「ハブとマングースコンビ」と呼ばれる。山野辺の指示で偽ミスパンダを演じる。
岩城啓太の母
演 - 朝加真由美（第6話のみ）
ボンドモール東京爆破事件の真犯人岩城啓太の母。

## スタッフ
- 脚本 - 佐藤友治、蛭田直美
- 演出 - 遠藤光貴
- 主題歌 - ビリー・アイリッシュ 「bad guy」（Interscope Records）[10]
- チーフプロデューサー - 岡本浩一（読売テレビ）
- アクションコーディネイト - 柴原孝典
- プロデューサー - 福田浩之（読売テレビ）、馬場三輝（ケイファクトリー）、千葉行利（ケイファクトリー）
- 撮影 - 岡崎真一、古川好伸
- 映像 - 高井裕二
- 照明 - 村澤浩一
- 音声 - 福田陽輔
- 技術デスク - 星宏美
- 編集デスク - 下元徹、佐藤博亮
- 編集 - 河村信二
- PR編集 - 足立浩
- ライン編集 - 黒川翔太郎
- VFX - 高橋良明
- 選曲 - 谷口広紀
- 音響効果 - 榊原聡志
- MA - 関口浩平
- 美術プロデューサー - 津留啓亮
- 美術進行 - 佐々木理恵
- 装飾 - 有村謙志
- 持道具 - 白方菜月
- 衣裳 - 池田友紀
- ヘアメイク - 板垣美和、船戸美咲（鈴木奈々担当）
- 構成 - 関聖子、関根龍太郎（日本テレビ）
- 共同プロデューサー - 池田健司（日本テレビ）
- 制作協力 - ケイファクトリー
- 制作著作 - 読売テレビ

## 放送日程
| 各話                                                                        | 放送日  | サブタイトル               | ラテ欄                                | 脚本     | 演出     | 視聴率 |
| --------------------------------------------------------------------------- | ------- | -------------------------- | ------------------------------------- | -------- | -------- | ------ |
| 第1話                                                                       | 1月12日 | 清野菜名×横浜流星W主演!    | 忖度なしで暴け!                       | 佐藤友治 | 遠藤光貴 | 9.5%   |
| 第2話                                                                       | 1月19日 | カネとコネまみれの大学入試 | 大学不正入試の闇                      | 佐藤友治 | 遠藤光貴 | 7.9%   |
| 第3話                                                                       | 1月26日 | スポーツ代表選考に潜む殺意 | 疑惑のスポーツ界                      | 佐藤友治 | 松永洋一 | 8.5%   |
| 第4話                                                                       | 2月02日 | ついに明かされる衝撃の過去 | いじめ進学校の闇                      | 蛭田直美 | 松永洋一 | 7.7%   |
| 第5話                                                                       | 2月09日 | ミスパンダの正体がついに!  | ついに正体バレる                      | 佐藤友治 | 汐口武史 | 6.7%   |
| 第6話                                                                       | 2月16日 | 復讐の裏で女の戦いが勃発!  | ミスパンダ殺処分へ 禁断の三角関係勃発 | 佐藤友治 | 汐口武史 | 7.7%   |
| 第7話                                                                       | 2月23日 | 門田殺しの犯人が明らかに!  | 今夜急展開! 母と娘 衝撃の過去と真犯人 | 佐藤友治 | 坂本栄隆 | 7.4%   |
| 第8話                                                                       | 3月01日 | 衝撃展開! 父殺害の真相とは | 最終章! 最愛の父は誘拐犯!? 衝撃の結末 | 佐藤友治 | 千葉行利 | 8.5%   |
| 第9話                                                                       | 3月08日 | ついにコアラ男と最後の戦い | まさかの黒幕… 今夜全ての真相を暴露!   | 佐藤友治 | 汐口武史 | 8.6%   |
| 第10話(最終話)                                                              | 3月15日 | 【最終回】衝撃のラスト!    | さよならミスパンダ 最後のミッション!  | 佐藤友治 | 遠藤光貴 | 8.4%   |
| 平均視聴率 8.1%（視聴率はビデオリサーチ調べ、関東地区・世帯・リアルタイム） |         |                            |                                       |          |          |        |

## チェインストーリー
本編終了直後から#○.5話として、GYAO!で独占配信開始。
サブタイトル・キャスト
- 1.5話 パンダは笑い､レンの事情は明かされる
  - 清野菜名、升毅、椿鬼奴、 山口紗弥加、水澤紳吾、松浦祐也、スチール哲平、浅見小四郎、希咲美羽
- 2.5話 パンダは笑い、直輝の素顔は暴かれる
  - 横浜流星、山崎樹範、中田圭祐、祷キララ
- 3.5話 パンダは笑い、神代一樹は嗅ぎつける
  - 要潤、白石聖、福田転球、坂東龍汰、永山たかし、水沢薫、福田解人、福田希生
- 4.5話 パンダは笑い、皆が素顔をさらけ出す
  - 吉田美月喜、水澤紳吾、松浦祐也、スチール哲平、浅見小四郎
- 5.5話 パンダは笑い、佐島ファミリーは企む
  - 白石聖、佐藤二朗、坂東龍汰、永山たかし、きづき
- 6.5話 パンダは笑い、死んだ門田は語られる
  - 山崎樹範、中田圭祐、祷キララ
- 7.5話 パンダは笑い、レンとリコは……
  - 升毅、椿鬼奴
- 8.5話 パンダは笑い、全日テレビは揺れる
  - 要潤、福田転球、坂東龍汰、永山たかし
- 9.5話 パンダは笑い、仲間たちは駆けずり回る
  - 升毅、椿鬼奴、吉田美月喜、水澤紳吾、松浦祐也、スチール哲平、浅見小四郎、中田圭祐、祷キララ

## 関連商品
- Blu-ray・DVD BOX（2020年7月22日、TCBD-0943 / TCED-5054）
  - 封入特典：特製ブックレット、ポストカードセット3種
  - 映像特典
    - Making of「シロでもクロでもない世界で、パンダは笑う。」
    - チェインストーリー
    - パンダちゃんねる
    - #シロクロ迷路 やってみた
- オリジナル・サウンドトラック（2020年3月18日、Anchor Records、UZCL-2185）